# (3720) Hokkaido
(3720) Hokkaido es un asteroide perteneciente al cinturón de asteroides, descubierto el 28 de octubre de 1987 por Seiji Ueda y el astrónomo Hiroshi Kaneda desde el Kushiro Marsh Observatory, Hokkaido, Japón.

## Designación y nombre
Designado provisionalmente como 1987 UR1 . Fue nombrado Hokkaido en homenaje a la isla japonesa Hokkaido donde se ubica el observatorio astronómico.